# Predicat
El predicat és la part de la frase que conté el verb i s'oposa al subjecte. Acostuma a dir alguna cosa del subjecte, normalment l'acció que aquest fa. Hi ha dos tipus bàsics de predicat: el nominal, amb el verb copulatiu, (ser, estar, semblar) i el verbal, quan el verb és predicatiu. El predicat nominal no designa cap acció sinó que expressa característiques o estats del subjecte. Dins el predicat verbal es distingeix, segons els complements que porti el verb, entre transitius (amb complement directe) o intransitius (sense). El nucli del predicat és el verb. Pot haver-hi oracions sense subjecte (les anomenades impersonals) però no sense predicat. Si hi ha sintagmes amb sentit ple però no formen un predicat per la manca de verb, es parla d'enunciat i no de frase.